# Corydoras boesemani
 Corydoras boesemani és una espècie de peix de la família dels cal·líctids i de l'ordre dels siluriformes.

## Distribució geogràfica
Es troba a Sud-amèrica: rius costaners de Surinam.